# Cabane d'Orny
La cabane d'Orny est un refuge de montagne du massif du Mont-Blanc.

## Géographie
Le refuge est situé à 2 828 mètres d'altitude (2 811 mètres selon l'IGN), sur l'adret des aiguilles d'Arpette, dans le canton du Valais, en Suisse. Elle est située au pied et en rive gauche du glacier d'Orny, entre deux petits lacs glaciaires (le plus bas étant le lac d'Orny). En été on peut la rejoindre depuis Champex-Lac en prenant le télésiège de la Breya puis un sentier (2 h 15 au total), ou bien entièrement à pied par la combe d’Orny (4 h 30).

## Histoire
Une première cabane en pierre de 10 places est construite en 1876, sous la direction d'Édouard Dufour à côté du lac d'Orny. En 1893 une deuxième cabane en bois de 35 places est édifiée. La cabane actuelle a été construite en 1975, 150 m plus haut et agrandie en 1985. La cabane de 1893 a été démontée en 1979 et reconstruite en 1983 dans le massif de la Dent de Vaulion, dans le Jura vaudois.

## Excursions et courses
Du refuge on peut atteindre :
- le Portalet ;
- les aiguilles Dorées ;
- la pointe des Ecandies ;
- l'aiguille du Tour ;
- l'aiguille d'Orny ;
- la pointe d'Orny ;
- le col des Plines ;
- la cabane du Trient.